# Orłowo (powiat giżycki)
Orłowo (niem. Adlersdorf, do 1938 r. Orlowen) – wieś w Polsce, położona w województwie warmińsko-mazurskim, w powiecie giżyckim, w gminie Wydminy.
Miejscowość jest siedzibą prawosławnej parafii Narodzenia św. Jana Chrzciciela; znajduje się w niej cerkiew parafialna, świątynia neogotycka z 1857 oraz kościół parafii rzymskokatolickiej pw. Kazimierza Królewicza.

## Nazwa
16 lipca 1938 r. w miejsce nazwy Orlowen wprowadzono nazwę Adlersdorf. 12 listopada 1946 r. nadano miejscowości polską nazwę Orłowo.

## Historia
Próby lokalizacji wsi wystąpiły około połowy XVI w., jednak prawdopodobnie nie powiodły się. Wieś wymieniona w dokumencie z 8 grudnia 1703 roku jako wieś szkatułowa na 23 włókach i 22 włókach. Po surowej zimie w 1708/1709 i epidemii dżumy w 1709 i 1710, wymarli wszyscy mieszkańcy Orłowa.
W 1845 ustanowiono we wsi parafię, kościół poświęcono 27 września 1853 roku, organy i dzwony zainstalowano w 1858 roku.
W 1908 otworzono linię kolejową Olecko – Kruklanki z przystankiem osobowym Orłowo. Linia została zamknięta i rozebrana w 1945 roku.
W 1933 r. w miejscowości mieszkały 652 osoby, a w 1939 r. – 633 osoby.
W latach 1975–1998 miejscowość należała administracyjnie do województwa suwalskiego.
Do 2010 r. w Orłowie funkcjonowała Szkoła Podstawowa.
Na miejscowym cmentarzu spoczywają żołnierze III Brygady Wileńskiej Narodowego Zjednoczenia Wojskowego poległych w bitwie pod Gajrowskimi 16 lutego 1946 roku, którzy zostali tam pochowani po ekshumacji w 2015. W 2018 na cmentarzu wzniesiony został Panteon Żołnierzy Wyklętych.